# Anna Velikiy
Ania « Anna » Velikiy (russe : Аня "Анна" Великий, hébreu : אניה "אנה" וליקי) est une joueuse israélienne de volley-ball née le 10 décembre 1982 en RSS d'Ouzbékistan. Elle mesure 1,79 m et joue au poste de réceptionneuse-attaquante.

## Biographie
Elle a immigré en Israël depuis l'Ouzbékistan en 2006.

## Clubs
| Club                    | De        | À         |
| ----------------------- | --------- | --------- |
| Irkoutsk                | 1998-1999 | 2002-2003 |
| Sunk                    | 2003-2004 | 2003-2004 |
| Raanana VC              | 2005-2006 | 2009-2010 |
| VK Prostějov            | 2010-2011 | 2012-2013 |
| Hapoël Ironi Kiryat Ata | 2013-2014 | 2013-2014 |
| Hapoël Kfar Saba        | 2015-2016 | …         |

## Palmarès
- Championnat d'Israël
  - Vainqueur : 2009.
  - Finaliste : 2008, 2010, 2019.
- Coupe d'Israël
  - Finaliste : 2018.
- Championnat de République tchèque
  - Vainqueur : 2011, 2012.
- Coupe de République tchèque 
  - Vainqueur :  2011, 2012.